# Osmylus gussakovskii
Osmylus gussakovskii is een insect uit de familie watergaasvliegen (Osmylidae), die tot de orde netvleugeligen (Neuroptera) behoort. 
Osmylus gussakovskii is voor het eerst wetenschappelijk beschreven door Kozhanchikov in 1951. De soort komt voor in Tadzjikistan.